# 글래디에이터: 로마 영웅 탄생의 비밀
글래디에이터: 로마 영웅 탄생의 비밀(Gladiatori di Roma)은 2012년 공개된 이탈리아의 애니메이션 영화이다.
이 영화는 개봉 주말에 고작 818,913유로의 수익을 올린 흥행 실패작이었다.

## 줄거리
로마 제국 시대, 도미티아누스 황제 통치 시절을 배경으로 이야기가 시작된다. 화산 폭발로 부모를 잃고 장군 키로네에게 입양된 어린 티모는 로마 최고의 검투사 아카데미에서 자란다. 하지만 티모는 검투사로서의 자질은 전혀 없고, 친구들과 어울려 놀거나 양아버지의 이상한 훈련을 피하기에 급급하다. 그러던 어느 날, 아름다운 루실라를 만나 사랑에 빠진 티모는 인생을 바꾸고 내면에 숨겨진 용기를 발휘하기로 결심한다. 마법, 숲 속에서의 기상천외한 습격, 그리고 특별한 여성 트레이너의 혹독한 훈련을 통해 티모는 최고의 검투사로 거듭나려 한다. 하지만 '행운은 용감한 자를 따른다'는 격언처럼, 티모와 친구들에게는 쉽지 않은 여정이 기다리고 있다.

## 출연

### 주연
- 루카 아르젠테로
- 로라 치아티
- 베렌 로드리게즈
- 엠마 테이트

## 기타
- 프로듀서: 이기니오 스트라피
- 협력프로듀서: 마리오 아니발리
- 미술: 빈센조 니스코